# 詹·馬爾科·馬爾庫奇
詹·馬爾科·馬爾庫奇（義大利語：Gian Marco Marcucci，1954年—），聖馬利諾基督民主黨政治家。他曾於2000年4月1日至2000年10月1日擔任聖馬利諾執政官，與瑪麗亞·多梅尼卡·米凱洛蒂共同執政。